# غيرش بودكر
غيرش إيتسكوفيتش بودكر (Герш Ицкович Будкер) ، المسمى أيضًا أندري ميخائيلوفيتش بودكر ، (1 مايو 1918 - 4 يوليو 1977) فيزيائيًا سوفيتيًا متخصصًا في الفيزياء النووية وفيزياء المسرعات .

## سيرة شخصية
انتخب عضوًا في قسم سيبيريا بالأكاديمية السوفيتية (الروسية) للعلوم في 28 مارس 1958 وتم ترقيته إلى أكاديمي في قسم الفيزياء النووية في 26 يونيو 1964.
اشتهر باختراعه في عام 1968 لتبريد الإلكترون ، وهي طريقة لتقليل انبعاث حزم الجسيمات بالحرارة باستخدام حزمة إلكترونية مشتركة الانتشار. 
كان الأكاديمي بودكر هو المؤسس (في عام 1959) والمدير الأول لمعهد بودكر للفيزياء النووية في كاديمجورودوك الروسية في جمهورية روسيا الاتحادية الاشتراكية السوفيتية . هناك عاش في المبنى المكون من 100 شقة . تزين صورته غرفة المائدة المستديرة الشهيرة في المعهد. بعد وفاته ، تم تغيير اسم المعهد إلى معهد بودكر للفيزياء النووية تكريما له.
أصبح بودكر أحد مؤسسي كلية الفيزياء بجامعة ولاية نوفوسيبيرسك عام 1961. 
توفي بودكر في كاديمجورودوك بسب نوبة قلبية في 1977.
تم الاحتفال بحياة وأعمال بودكر في مجموعة من المقالات من قبل زملائه ، بما في ذلك بيوتر كابيتسا ، وليف لانداو ، وأندريه ساخاروف ، واثنان لبودكر نفسه. نُشرت المجموعة ، GI Budker: Reflections & Remembrances (حرّرها Boris N. Breizman) في عام 1988 وترجمها جيمس دبليو فان دام لاحقًا إلى الإنجليزية.